# The xx
The XX er et indie popband fra det sydvestlige London, som i august 2009 udsendte deres selvbetitlede og meget anmelderroste debutalbum XX.
De fire medlemmer i The XX mødte hinanden på London's Elliott School, som også har huset navne som Hot Chip, Burial og Four Tet.
Debutalbummet, Xx, er produceret af bandet selv og mixet af Jamie Smith og Rodaidh McDonald. Fra albummet har singlen "Crystalised" været Single Of The Week på engelsk iTunes.

## Diskografi
- Xx (2009)
- Coexist (2012)
- I See You (2017)